# Новый Степанов
Новый Степанов (бел. Новы Сцепаноў) — упразднённая деревня в Храковичском сельсовете Брагинского района Гомельской области Беларуси.

## География

### Расположение
В 32 км на юг от Брагина, 61 км от железнодорожной станции Хойники (на ветке Василевичи — Хойники от линии Калинковичи — Гомель), 149 км от Гомеля.
Расположена на территории Полесского радиационно-экологического заповедника.

## Транспортная сеть
Транспортные связи по просёлочной, затем автомобильной дороге Комарин — Брагин.
Планировка состоит из криволинейной улицы, близкой к широтной ориентации. Застройка деревянная, усадебного типа.

## История
Основана в начале 1920-х годов в результате раздела деревни Степанов на деревни Старый Степанов и Новый Степанов. В 1920-е годы начала действовать школа. В 1931 году организован колхоз. Во время Великой Отечественной войны в мае 1943 года фашисты полностью сожгли деревню и убили 41 жителя. В 1959 году входила в совхоз «Савичи» (центр — деревня Савичи).
20 августа 2008 года деревня упразднена.

## Население
После катастрофы на Чернобыльской АЭС и радиационного загрязнения жители (13 семей) переселены в 1986 году в чистые места.

### Численность
- 2010 год — жителей нет

### Динамика
- 1940 год — 53 двора, 230 жителей
- 1959 год — 132 жителя (согласно переписи)
- 1986 год — жители (13 семей) переселены